# Hans De Meester
Pour les articles homonymes, voir De Meester.
Hans De Meester, né le 7 août 1970 à Alost, est un coureur cycliste belge, professionnel de 1992 à 2002.

## Biographie
Son fils Luca est également coureur cycliste. 

## Palmarès
- 1989
  - 1re et 5e étapes de l'Étoile de Flandre-Orientale
  - 2e du championnat de Flandre-Orientale du contre-la-montre juniors
  - 2e du Tour des Flandres juniors
- 1992
  - Championnat des Flandres amateurs
  - Zesbergenprijs Harelbeke
- 1993
  - Grand Prix Lucien Van Impe
  - Textielprijs Vichte
  - 2e du Tour de la Haute-Sambre
  - 3e du Circuit des Ardennes flamandes - Ichtegem
- 1994
  - Grand Prix d'Affligem
  - Mémorial Fred De Bruyne
  - 3e du Grand Prix de Hannut
- 1995
  - 2e étape du Tour de Bavière
  - Grand Prix de la ville de Vilvorde
  - Puivelde Koerse
  - 2e du Grand Prix de Hannut
- 1996
  - Le Samyn
  - Textielprijs Vichte
  - Mémorial Fred De Bruyne
  - Omloop van de Westkust
  - 3e du Grand Prix de la ville de Vilvorde
- 1997
  - Gullegem Koerse
  - Mémorial Thijssen
  - 2e de l'Omloop van de Rupelstreek
  - 2e du Mémorial Rik Van Steenbergen
  - 2e du Drielandenomloop
  - 3e du Grand Prix du 1er mai - Prix d'honneur Vic De Bruyne
  - 3e de Zomergem-Adinkerke
- 1998
  - 1re étape de l'OZ Wielerweekend
  - Omloop Van de Gemeente Melle
  - Prix d'Armor
  - Grote Prijs Gemeente Kortemark
  - 2e d'À travers Gendringen
  - 2e de la Wanzele Koerse
  - 3e du Hel van het Mergelland
  - 3e du Circuit des Ardennes flamandes - Ichtegem
  - 3e de la Flèche côtière
  - 3e de Zellik-Galmaarden
  - 3e du Mémorial Thijssen
- 1999
  - 2e du Grand Prix Frans Melckenbeeck
  - 3e du Circuit du Houtland
- 2000
  - Grand Prix Lucien Van Impe
  - 2e du Grand Prix Lanssens
- 2002
  - 3e de l'Omloop Van de Gemeente Melle
- 2003
  - Grand Prix d'Affligem
  - Internationale Wielertrofee Jong Maar Moedig
  - Omloop Van de Gemeente Melle
  - Flèche du port d'Anvers
  - 2e de la Flèche flamande
- 2004
  - Wingene Koers
  - 2e de l'Internationale Wielertrofee Jong Maar Moedig